# 水分神

神産み神話（イザナキ・イザナミが生んだ神々）

水分神（みくまりのかみ）とは、神道の神。神名の通り、水の分配を司る神で、「くまり」は「配り（くばり）」の意で、水源地や水路の分水点などに祀られる。
日本神話では、神産みの段でハヤアキツヒコ・ハヤアキツヒメ両神の子として天水分神（あめのみくまりのかみ）・国水分神（くにのみくまりのかみ）が登場する。
水にかかわる神ということで祈雨の対象ともされ、また、田の神や、水源地に祀られるものは山の神とも結びついた。後に、「みくまり」が「みこもり（御子守）」と解され、子供の守護神、子授け・安産の神としても信仰されるようになった。

## 主な水分神社
式内社・国史見在社として見える主な水分神社。
式内社
- 大和国
  - 葛上郡 葛木水分神社（名神大）
    - 比定社：葛木水分神社（奈良県御所市、北緯34度26分23.54秒 東経135度41分52.46秒）

  - 吉野郡 吉野水分神社（式内大）
    - 比定社：吉野水分神社（奈良県吉野郡吉野町、北緯34度21分14.20秒 東経135度52分23.40秒）

  - 宇陀郡 宇太水分神社（式内大）
    - 比定論社：惣社水分神社（奈良県宇陀市、北緯34度27分44.60秒 東経136度1分6.18秒）
    - 比定論社：宇太水分神社上宮（奈良県宇陀市、北緯34度28分28.85秒 東経135度58分14.51秒）
    - 比定論社：宇太水分神社下宮（奈良県宇陀市、北緯34度31分30.25秒 東経135度57分11.20秒）

  - 山辺郡 都祁水分神社（式内大）
    - 比定社：都祁水分神社（奈良県奈良市、北緯34度35分49.98秒 東経135度56分50.00秒）

- 河内国石川郡 建水分神社
  - 比定社：建水分神社（大阪府南河内郡千早赤阪村、北緯34度27分37.26秒 東経135度37分55.38秒）

- 摂津国住吉郡 天水分豊浦命神社
  - 比定社：止止呂支比売命神社境内社（大阪府大阪市、北緯34度36分17.25秒 東経135度29分50.50秒）

国史見在社
- 安芸国 水分天神
  - 比定社：水分神社（広島県安芸郡府中町、北緯34度24分35.12秒 東経132度31分9.28秒）